# 格里西科納 (阿肯色州)
格里西科納（英語：Greasy Corner）是位於美國阿肯色州聖弗朗西斯縣的一個非建制地區。該地的面積和人口皆未知。

## 地理
格里西科納的座標為35°00′26″N 90°26′54″W / 35.00722°N 90.44833°W，而該地的平均海拔高度為61米（即200英尺）。